# Рогожин, Владимир Николаевич
Владимир Николаевич Рогожин — советский хозяйственный, государственный и политический деятель, Герой Социалистического Труда.

## Биография
Родился в 1915 году в Туле. Член КПСС.
С 1936 года — на хозяйственной, общественной и политической работе. В 1936—1980 гг. — инженер завода № 187 «Новая Тула», в эвакуации в Новосибирске, начальник цеха завода № 187, инженер, главный технолог, главный инженер, директор научно-исследовательского института № 147 (ныне - ФГУП «ГНПП «Сплав» в Туле). 
Указом Президиума Верховного Совета СССР от 6 февраля 1976 года присвоено звание Героя Социалистического Труда с вручением ордена Ленина и золотой медали «Серп и Молот».
Лауреат Сталинской премии (1951).
Умер в 2009 году.